# 柱状石韦
柱状石韦（学名：Pyrrosia stigmosa）为水龙骨科石韦属下的一个种。

## 扩展阅读
維基物種上的相關：柱状石韦